# Pleurothallis furcifera
Pleurothallis furcifera är en orkidéart som beskrevs av Carlyle August Luer. Pleurothallis furcifera ingår i släktet Pleurothallis och familjen orkidéer. Inga underarter finns listade i Catalogue of Life.